# Santorso
Santorso är en ort och kommun i provinsen Vicenza i regionen Veneto i Italien. Kommunen hade 5 734 invånare (2018).